# Липкість гірських порід
Липкість, клейкість (рос. липкость, англ. stickiness, adhesiveness; нім. Adhäsion f, Klebrigkeit f, Zähigkeit f) — здатність прилипати, наприклад, породи до інструментів та обладнання при певному вмісті вологи.
Липкість — одна з властивостей глин, що тісно зв'язана з пластичністю. Під липкістю розуміють здатність достатньо в'язкої рідини прилипати до твердої поверхні. Прилипання обумовлюється різними причинами: в одних випадках — в'язкістю проміжного прошарку між твердими тілами; в інших — дією молекулярних і електростатичних сил; в третіх — явищами зростання або зварювання. Липкість проявляється тільки при достатній вологості глини, вона обумовлюється наявністю колоїдного прошарку між твердою поверхнею і поверхнями глинистих матеріалів.
Суть Л. в тому, що при певній вологості, плівки води (в загальному випадку — змочуючої рідини), які обволікають частинки породи, досягають такої товщини, при якій вони з приблизно однаковою силою взаємодіють як з мінеральними частинками, так і з поверхнею машин. Збільшення товщини плівки при подальшому насиченні водою призводить до різкого зменшення Л. Оцінюють Л. питомою величиною напружень, які потрібні на відривання злиплих тіл. Л. вуглемасляних структур (брикетів, паст, ґранул) можна визначити за емпіричною формулою А. Т. Єлішевича (1972):
ЛЗ = Рв·τтв/Sпл·τтв,
де Рв — зусилля що викликає відлипання,
Sпл — площа пластини,
τвп — тривалість відлипання;
τтв — тривалість відлипання гранично зруйнованої структури нафтозв'язуючих.
При цьому, однак, залишається неоднозначність визначення липкості, що обумовлено залежністю результатів вимірювань від швидкості прикладання зусилля (роз'єднання пластин).
В. С. Білецьким (1996) введено поняття динамічної липкості (див. МГЕ том 2)
Л. залежить від характеристики породи, склеюючої рідини та матеріалу поверхні прилипання.
Налипання різко погіршує роботу землерийних машин, усіх видів транспортних засобів. Л. характерна для зв'язних порід. Максимальна Л. спостерігається при вологості порід вище нижньої межі пластичності.